# Verzoeking van de heilige Antonius (Tiel)

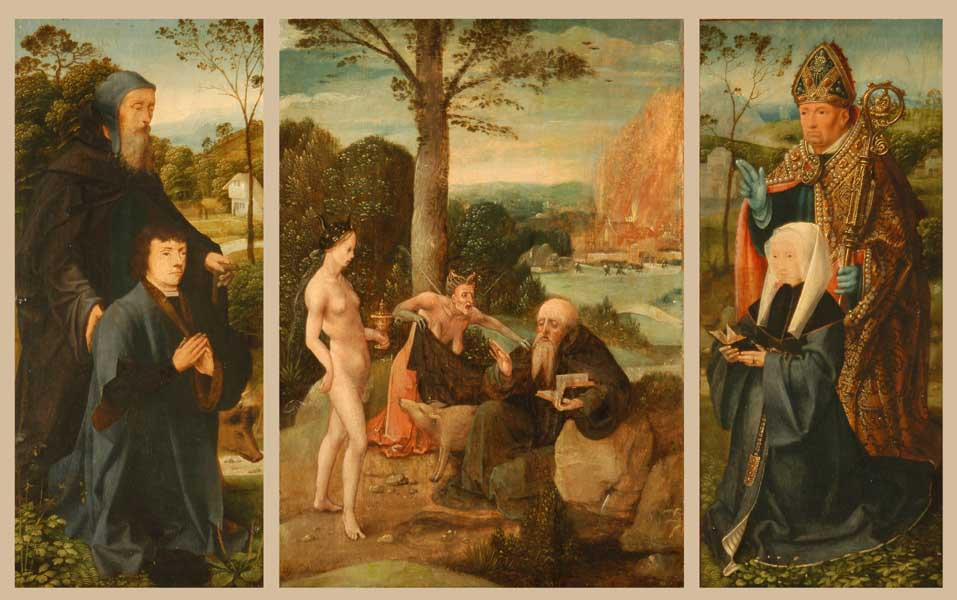
Het drieluik

De Verzoeking van de heilige Antonius is een klein drieluik dat omstreeks 1525 geschilderd is door een onbekende schilder in de omgeving van Pseudo Jan Wellens de Cock en dat zich bevindt in het Flipje & Streekmuseum in de Nederlandse stad Tiel.

## Geschiedenis
De herkomst van het schilderij is niet bekend. In 1810 kwam het in het bezit van de Sint-Antoniusbroederschap te Tiel. Deze Broederschap bestond al sinds de Middeleeuwen. Op 13 februari van dat jaar werd namelijk: een treffelijk schilderij van de duivelse tentatie van den patroon der broederschap ten geschenke aan deze confrerie overgegeven. Later kwam het middenpaneel in bezit van de gemeente Tiel, terwijl de zijluikjes in bezit waren van de familie Van Lidth de Jeude, en in 1880 verkocht men het, samen met een gepolychromeerd beeld van de Heilige Antonius, aan ene J.H. Verwey. In 1906 werden deze per legaat aan de gemeente geschonken, waarmee het drieluik weer compleet was. Ook het beeld bevindt zich tegenwoordig in het Tielse streekmuseum.

## Voorstelling
De voorstelling op het middenpaneel stelt de eigenlijke verzoeking voor. Zo is daar een jonge, naakte vrouw die een kostbaar reukwerk in haar hand houdt. Ook is er een oude vrouw die een kostbare stof als geschenk aanbiedt. De hoofdtooi van beide vrouwen, eindigend in bokkenhoorns, verwijzen naar de duivelse afkomst van het tweetal.  Het Antoniusvarken ziet dit alles nieuwsgierig aan, terwijl de in verleiding gebrachte Antonius toevlucht zoekt tot zijn gebedenboek. In het landschap op het middenpaneel is aan de horizon ook een brandend kerkje te zien. Dit verwijst naar het Antoniusvuur, een verwoestende ziekte die op voorspraak van Antonius genezen zou kunnen worden.
De zijluikjes stellen biddende personen voor, een man en een vrouw, waarachter zich heiligen bevinden. De heilige op het linkerpaneel is Antonius Abt. Het is niet bekend wie de heilige op het rechterpaneel, die een bisschoppelijk gewaad draagt, is. De man en de vrouw zijn de schenkers van het paneel.

## Externe bron
1. ↑  Omgeving van Pseudo Jan Wellens de Cock, De Heilige Antonius Abt met stichter (binnenzijde linkerluik), verzoeking van de Heilige Antonius (middenpaneel), de Heilige Donatius (?) met stichtster (binnenzijde rechterluik), op de webpagina van het  RKD-Nederlands Instituut voor Kunstgeschiedenis
2. ↑  Verzoeking van de Heilige Antonius (Tiel), mijnGelderland, geraadpleegd op 28 maart 2024.